# Ефимов, Сергей Дмитриевич (Герой Советского Союза)
Сергей Дмитриевич Ефимов (1922—1994) — младший лейтенант Советской Армии, участник Великой Отечественной войны, Герой Советского Союза (1944).

## Биография
Сергей Ефимов родился 8 октября 1922 года в деревне Немцово (ныне — Одоевский район Тульской области). После окончания начальной школы работал бригадиром в колхозе. В феврале 1942 года Ефимов был призван на службу в Рабоче-крестьянскую Красную Армию. К марту 1944 года гвардии старший сержант Сергей Ефимов командовал орудием 120-го гвардейского отдельного истребительно-противотанкового дивизиона 121-й гвардейской стрелковой дивизии 13-й армии 1-го Украинского фронта. Отличился во время освобождения Львовской области Украинской ССР.
22 марта 1944 года в районе города Броды Ефимов подбил танк, четыре штурмовых орудия, бронемашину и бронетранспортёр противника. Когда весь его расчёт выбыл из строя, Ефимов продолжил вести огонь в одиночку, уничтожив несколько десятков вражеских солдат и офицеров.
Указом Президиума Верховного Совета СССР от 23 сентября 1944 года за «мужество и героизм, проявленные в боях» гвардии старший сержант Сергей Ефимов был удостоен высокого звания Героя Советского Союза с вручением ордена Ленина и медали «Золотая Звезда» за номером 2421.
В 1945 году Ефимов окончил курсы младших лейтенантов. В 1947 году он был уволен в запас. Проживал в Москве, работал сварщиком.
Скончался 13 апреля 1994 года, похоронен на Бабушкинском кладбище Москвы, участок 20.
Почётный гражданин Луцка и Одоева. Был также награждён двумя орденами Отечественной войны 1-й степени, орденами Отечественной войны 2-й степени, Красной Звезды, Славы 3-й степени, рядом медалей.